# Érione à poitrine d'or
Eriocnemis mosquera
Espèce
Statut de conservation UICN

 LC  : Préoccupation mineure
Statut CITES
L'Érione à poitrine d'or (Eriocnemis mosquera) est une espèce de colibris.

## Répartition
Cet oiseau est présent en Colombie et en Équateur.

## Habitat
Ses habitats sont les forêts tropicales et subtropicales humides de hautes altitudes et la végétation de broussailles d'altitude.

Carte de répartition de l'espèce